# 2007년 도쿄도지사 선거
2007년 도쿄도지사 선거(일본어: 2007年東京都知事選挙)는 제16회 통일지방선거의 일환으로 2007년 4월 8일에 실시되었다. 선거 결과 현직 도지사인 이시하라 신타로가 3선에 성공했다.

## 선거 정보

### 고시일
- 2007년 3월 22일

### 투표일
- 2007년 4월 8일

### 임기 개시일
- 2007년 4월 23일

### 함께 실시된 선거
- 도쿄도의회 의원 재보궐선거 (3월 30일 고시)
  - 아다치구 선거구 (곤도 야요이의 아다치 구청장 선거 출마에 따른 사직)
  - 고토구 선거구 (야마자키 다카아키의 고토 구청장 선거 출마에 따른 사직)
  - 에도가와구 선거구 (오니시 히데오의 제21회 참의원 의원 통상선거 출마에 따른 사직)
  - 오타구 선거구 (마쓰바라 다다요시의 오타 구청장 선거 출마에 따른 사직)
  - 이타바시구 선거구 (사카모토 겐의 이타바시 구청장 선거 출마에 따른 사직)
  - 세타가야구 선거구 (사쿠라이 료노스케의 사망)
  - 마치다시 선거구 (마키 시게루의 마치다 시장 선거 출마에 따른 사직)

### 캐치프레이즈
- 도쿄의 미래는 내가 정한다(東京の未来は私が決める)

### 선거 홍보 대사
- 이주인 히카루 (탤런트)
- 카시이 유우 (여배우)

## 주요 쟁점
- 2016년 하계 올림픽의 도쿄 유치 문제

현직 이시하라 도지사는 2006년, 하계 올림픽 유치 계획을 발표하고 도쿄도의회의 결의를 받아 도쿄도청 내에 유치 본부를 설치했다. 이후 일본 올림픽 위원회의 국내 후보지 선정 심사를 거쳐 후쿠오카시가 탈락하고 도쿄가 올림픽 개최지 후보로 선정되었다. 그러나 민주당 등 야권에서 유치 비용이 너무 막대하고 도시 기반 정비에 시간이 부족하다는 이유로 유치를 반대하면서 쟁점 중 하나가 되었다.
- 이시하라 신타로 도쿄도지사의 도정 운영에 대한 평가
  - 도지사 장기 재임으로 인한 폐혜 : 이시하라는 가족 채용 비리와 고액의 출장비를 사적으로 이용한 혐의를 받고 있었다. 반(反) 이시하라파에서는 이를 도지사 장기 재임으로 인한 폐해인 것으로 보았다.
  - 정보 공개 문제 : 도쿄도는 "전국 시민 옴부즈만 연락 회의"에서 작성한 "전국 정보 공개도 랭킹"에서 하위권을 기록했고 이는 이시하라에 대한 도정 평가의 쟁점으로 이어졌다. 다른 후보들은 당선시 적극적인 정보 공개를 약속했고 이시하라도 공약을 통해 정보 공개 계획을 발표했다.
  - 정치적 발언 : 이시하라의 정치적 발언, 특히 보수적이고 우익적으로 받아들여질 수 있는 발언에 대해서 좌익 성향 시민 단체 및 "특정 아시아(대한민국, 조선민주주의인민공화국, 중화인민공화국)" 나라들의 반발이 커진 상황이었다. 당시 진행 중이었던 국기·국가(國歌) 소송 등을 둘러싸고 아사노 시로는 "일본인이 국기와 국가(國歌)에 경의를 표하는 것은 당연하다"면서도 이시하라의 "근린 국가" 발언 등 과격한 발언에 대해서는 "이웃 나라의 욕을 하는 것은 좋지 않다"며 비판했다. 요시다 만조는 "현재의 국가(國歌)는 침략전쟁과 천황에 대한 개인 숭배의 상징"이라며 기미가요 자체에 대해 부정적인 입장을 밝혔다.
- 쓰키지 시장을 고토구 도요스 지역으로 이전하는 문제

쓰키지 시장을 주오구 쓰키지에서 고토구 도요스로 이전한다는 "도요스 신시장 기본 계획"이 2004년에 발표되었는데, 이전이 예정된 부지에서 국가 환경 기준을 크게 웃도는 유해 물질이 검출되었다는 조사 결과가 나오자, 시장 이전 반대파들의 반대 명분이 생겨나면서 찬성파와 크게 대립하며 선거 쟁점으로 떠올랐다. 이시하라는 당초 이전 예정 부지의 토양을 모두 교체할 것이기 때문에 큰 문제가 되지 않는다고 밝혔지만, 이후 반대파들의 반발이 거세지자 "전문가의 의견을 참고해 결정하겠다"는 신중한 입장으로 선회했다.

## 선거 결과
| 2007년 도쿄도지사 선거                                     |                 |                                                  |             |                  |                  |                          |
| 선거일: 2007년 4월 8일유권자수: 10,238,704명투표율: 54.35% |                 |                                                  |             |                  |                  |                          |
| 후보                                                       | 후보            | 정당                                             | 득표        | 득표율           | 당락             | 비고                     |
|                                                            | 이시하라 신타로 | 무소속                                           | 2,811,486표 | 51.06%           | 당선             | 지원: 자유민주당, 공명당 |
|                                                            | 아사노 시로     | 무소속                                           | 1,693,323표 | 30.75%           |                  | 지원: 민주당, 사회민주당 |
|                                                            | 요시다 만조     | 무소속                                           | 629,549표   | 11.43%           |                  | 추천: 일본공산당         |
|                                                            | 구로카와 기쇼   | 공생신당                                         | 159,126표   | 2.89%            |                  |                          |
|                                                            | 나카마쓰 요시로 | 무소속                                           | 85,946표    | 1.56%            |                  |                          |
|                                                            | 사쿠라 긴조     | 무소속                                           | 69,526표    | 1.26%            |                  |                          |
|                                                            | 우치카와 구미코 | 무소속                                           | 21,626표    | 0.39%            |                  |                          |
|                                                            | 도야마 고이치   | 무소속                                           | 15,059표    | 0.27%            |                  |                          |
|                                                            | 다카하시 미쓰루 | 무소속                                           | 5,558표     | 0.10%            |                  |                          |
|                                                            | 오가미 오사무   | 무소속                                           | 4,020표     | 0.07%            |                  |                          |
|                                                            | 야마구치 세쓰오 | 칸트 평화로 친나치적 개헌 저지 최고재판소 소송회 | 3,589표     | 0.07%            |                  |                          |
|                                                            | 다카시마 류호   | 무소속                                           | 3,240표     | 0.06%            |                  |                          |
|                                                            | 사사키 스우토쿠 | 무소속                                           | 2,845표     | 0.05%            |                  |                          |
|                                                            | 마리코 고이치로 | 무소속                                           | 1,373표     | 0.02%            |                  |                          |
| 합계                                                       | 합계            | 합계                                             | 5,506,266표 | 무효표: 58,861표 | 무효표: 58,861표 | 무효표: 58,861표         |

## 기타
- 1991년 선거 이후로 도쿄도지사 선거에서 정당의 추천 및 지지를 받은 후보는 모두 낙선했으며, 이시하라 현 도지사 역시 보수적 성향의 정치인임에도 1999년 선거 및 2003년 선거에서도 자민당의 지원을 받지 못했으나(공식 지원은 없었지만 당 지도부 차원의 지지 성명은 있었음), 이번 선거에서는 장남 이시하라 노부테루가 자민당의 도쿄도 지역회장을 맡고 있음에 따라 비로소 자민당의 지원을 받을 수 있게 되었다.
- 같은 해 7월로 예정된 제21회 참의원 의원 통상선거를 앞두고 자민당과 대립각을 세우던 민주당이 이번 도지사 선거에서 독자 후보 옹립을 모색했지만, 간 나오토를 후보로 옹립하는 것을 두고 당내 혼란을 초래하면서 독자 후보 옹립은 실패로 끝났다. 최종적으로 민주당은 사회민주당과 연합해 아사노 시로를 후보로 옹립했다.[2] 그리고 일본공산당의 지원을 받아 출마한 요시다 만조에게 야권 후보 단일화를 위해 사퇴를 촉구했다.